# Adicella euryale
Adicella euryale är en nattsländeart som beskrevs av Schmid 1994. Adicella euryale ingår i släktet Adicella och familjen långhornssländor. Inga underarter finns listade i Catalogue of Life.